# Великий Картерс-Кі
Вели́кий Ка́ртерс-Кі (англ. Big Carters Cay) — найбільший острів з групи Групер-Рокс в складі Багамських островів. В адміністративному відношенні відноситься до району Гранд-Кі.
Острів розташований на півночі архіпелагу Абако за 220 м на схід від острова Олд-Янкі-Кі. Є найзіхаднішим на найбільшим з острівної групи Групер-Рокс. Острів рівнинний, складається з двох ширших частин, з'єднаних між собою вузьким перешийком. Загальна довжина становить 1,6 км, ширина західної частини 50-180 м, східної — до 270 м. Висота до 5 м на заході.
В західній частині збудовано аеромаяк.
| Багамські Острови | Це незавершена стаття з географії Багамських Островів. Ви можете допомогти проєкту, виправивши або дописавши її. |